# Takashi Takabayashi
Takashi Takabayashi (2 august 1931 - 27 decembrie 2009) a fost un fotbalist japonez.

## Statistici
| Japonia | Japonia | Japonia |
| An      | Meciuri | Goluri  |
| ------- | ------- | ------- |
| 1954    | 3       | 2       |
| 1955    | 5       | 0       |
| 1956    | 0       | 0       |
| 1957    | 0       | 0       |
| 1958    | 1       | 0       |
| Total   | 9       | 2       |